# قطعنامه ۱۴۴۴ شورای امنیت
قطعنامه ۱۴۴۴ شورای امنیت سازمان ملل متحد که در تاریخ ۲۷ نوامبر ۲۰۰۲ تصویب شد، سندی بین‌المللی دربارهٔ اوضاع در افغانستان است. این قطعنامه طی نشست ۴۶۵۱ام با ۱۵ رای موافق، ۰ مخالف و ۰ ممتنع تصویب شد .